# アカトビ

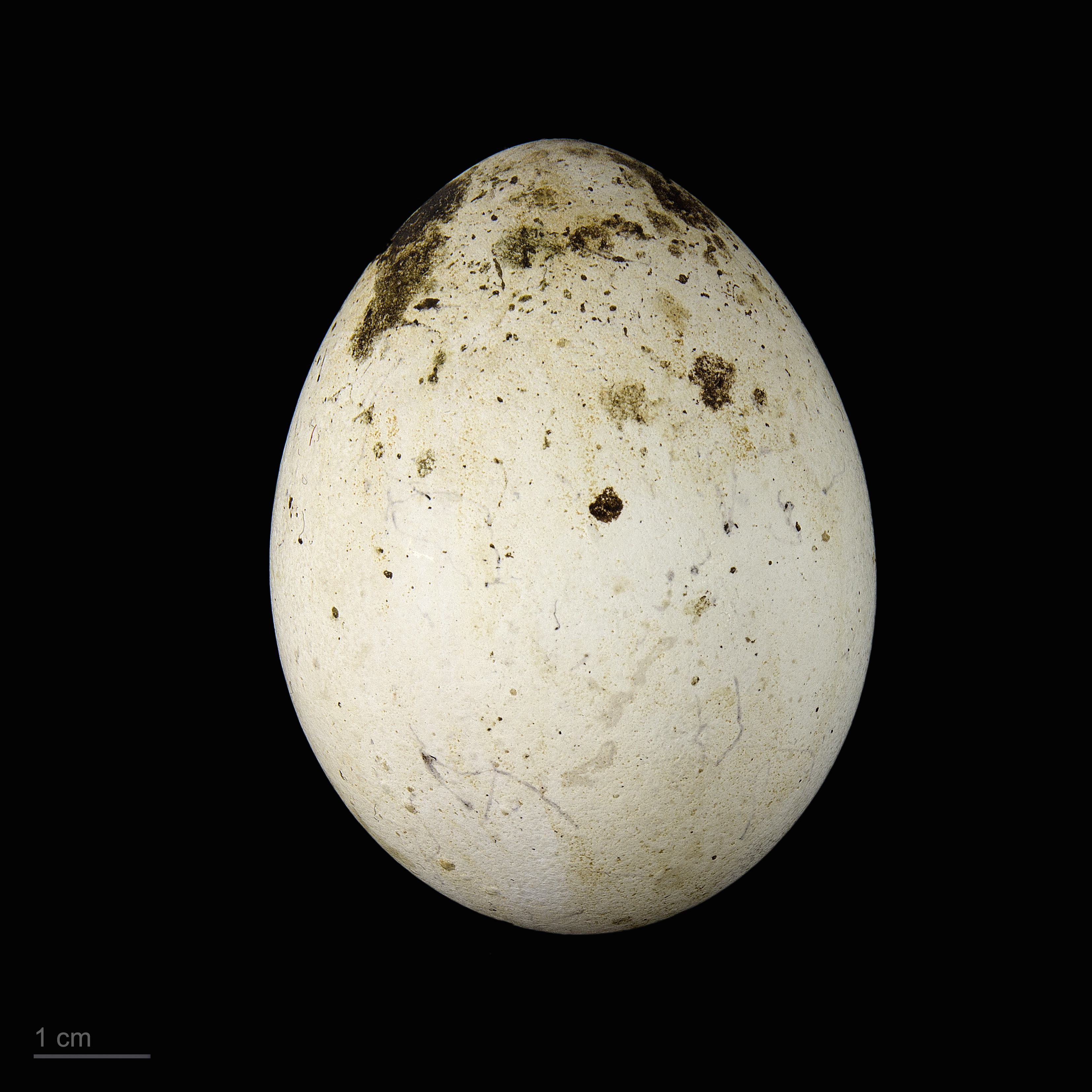
Milvus milvus

アカトビ（赤鳶、学名:Milvus milvus）は、鳥綱タカ目タカ科トビ属に分類される鳥。トビ属の模式種。

## 分布
ヨーロッパから北アフリカ、中近東にかけて

## 形態
地味な色であるトビとは趣きが異なり、白と赤褐色の対比が優美な猛禽類である。

## 人間との関係
この美しさが災いし、ヨーロッパでは剥製にするための乱獲が行われて急激に生息数を減らしてしまった。
特にイギリスでは、イングランドやスコットランドで絶滅し、19世紀末には、ウェールズの一地域に数つがいのアカトビが生き延びるだけの状態であったという。
その後、献身的な保護の努力の結果、現在では順調に生息数を回復しつつある。
アカトビの保護活動とその成果は、イギリスにおける野生動物保護の古典的な例としてあげられることも多い。
- 鳥の処刑儀式（英語版） ‐ ポーランド北部に住むカシューブ人に見られる夏至祭の儀式で、猛禽類のアカトビなどを生け捕りにして、その年に地域で起きた事件の裁判を行い死刑執行人に処刑させる儀式を行う。